# Franklin County (Georgia)
Das Franklin County ist ein County im Bundesstaat Georgia der Vereinigten Staaten. Verwaltungssitz (County Seat) ist Carnesville.

## Geographie
Das County liegt im Norden von Georgia, grenzt im Nordosten an South Carolina und hat eine Fläche von 690 Quadratkilometern, wovon acht Quadratkilometer Wasseroberfläche sind und grenzt im Uhrzeigersinn an folgende Countys: Hart County, Madison County, Banks County und Stephens County.

## Geschichte
Franklin County wurde am 25. Februar 1784 als 9. County in Georgia als Original County gebildet. Benannt wurde es nach Benjamin Franklin. Aus dem Franklin County gingen später hervor: das Banks County, das Barrow County, das Clarke County, das Jackson County, das Oconee County, das Stephens County sowie Teile des Gwinnett County, Hall County, Hart County und Madison County.

## Demografische Daten
Laut der Volkszählung von 2010 verteilten sich die damaligen 22.084 Einwohner auf 8.540 bewohnte Haushalte, was einen Schnitt von 2,51 Personen pro Haushalt ergibt. Insgesamt bestehen 10.553 Haushalte.
70,0 % der Haushalte waren Familienhaushalte (bestehend aus verheirateten Paaren mit oder ohne Nachkommen bzw. einem Elternteil mit Nachkomme) mit einer durchschnittlichen Größe von 3,00 Personen. In 31,8 % aller Haushalte lebten Kinder unter 18 Jahren sowie in 31,6 % aller Haushalte Personen mit mindestens 65 Jahren.
25,5 % der Bevölkerung waren jünger als 20 Jahre, 23,3 % waren 20 bis 39 Jahre alt, 27,8 % waren 40 bis 59 Jahre alt und 23,3 % waren mindestens 60 Jahre alt. Das mittlere Alter betrug 40 Jahre. 50,6 % der Bevölkerung waren männlich und 49,4 % weiblich.
87,3 % der Bevölkerung bezeichneten sich als Weiße, 8,4 % als Afroamerikaner, 0,2 % als Indianer und 0,5 % als Asian Americans. 1,9 % gaben die Angehörigkeit zu einer anderen Ethnie und 1,7 % zu mehreren Ethnien an. 3,9 % der Bevölkerung bestand aus Hispanics oder Latinos.
Das durchschnittliche Jahreseinkommen pro Haushalt lag bei 35.878 USD, dabei lebten 20,8 % der Bevölkerung unter der Armutsgrenze.

## Kultur und Sehenswürdigkeiten

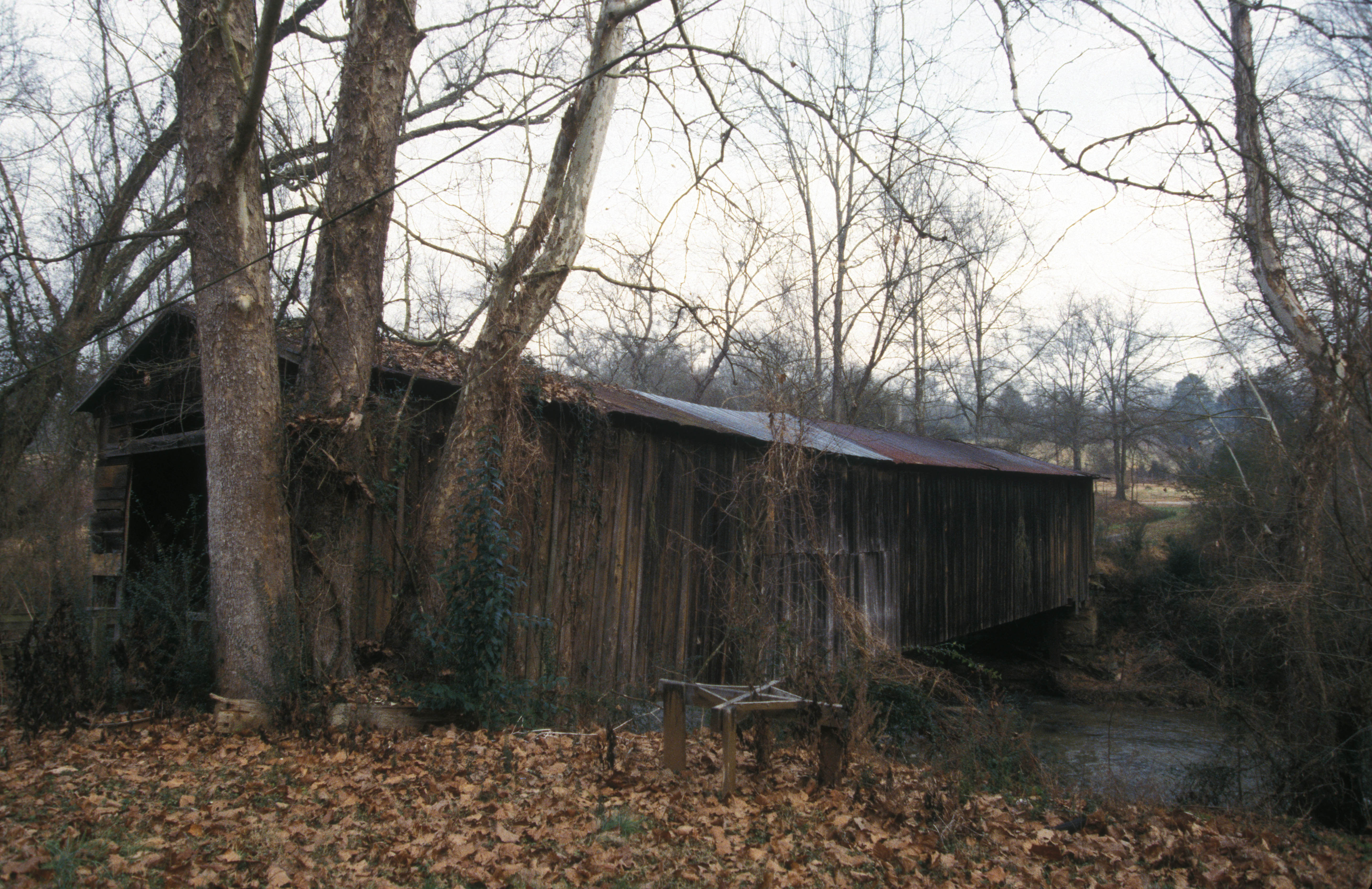
Cromer’s Mill Covered Bridge am Nails Creek (2006). Diese gedeckte Brücke ist in Gitterträgerbauweise aus Holz mit steinernen Widerlagern errichtet und entstand 1907. Sie ist auch als Nails Creek Covered Bridge bekannt. Im August 1976 wurde die Cromer’s Mill Covered Bridge als erstes Objekt im County in das NRHP aufgenommen.

44 Bauwerke, Stätten und Historic Districts („historische Bezirke“) im Franklin County sind im National Register of Historic Places („Nationales Verzeichnis historischer Orte“; NRHP) eingetragen (Stand 16. Dezember 2023), darunter das Gerichts- und Verwaltungsgebäude des County.

## Orte im Franklin County
Orte im Franklin County mit Einwohnerzahlen der Volkszählung von 2010:
Cities:
- Canon – 804 Einwohner
- Carnesville (County Seat) – 577 Einwohner
- Franklin Springs – 952 Einwohner
- Lavonia – 2156 Einwohner
- Royston – 2582 Einwohner

Town:
- Martin – 381 Einwohner

Census-designated place:
- Gumlog – 2146 Einwohner